# Pievina
Pievina è una località del comune italiano di Asciano, nella provincia di Siena, in Toscana.

## Geografia fisica
Il borgo della Pievina è situato nella parte settentrionale del territorio del comune, a metà strada tra Asciano a sud e Vescona a nord, lungo la strada provinciale 438 Lauretana che collega il capoluogo comunale con Taverne d'Arbia e il raccordo Siena-Bettolle. Poco a nord della località ha origine il borro di Botaroni (5 km), che va poi ad immettersi nel fiume Ombrone presso Asciano.
Pievina dista 5 km dal capoluogo comunale e poco più di 25 km da Siena.

## Storia
La località di Pievina è ricordata per la prima volta nella controversia territoriale del 715 tra i vescovi di Arezzo e quelli di Siena, ed era dipendente dalla parrocchia di San Vito in Versuris. Il toponimo Pievina proviene dalla presenza della chiesa di San Giovanni Battista, e il diminutivo è da imputarsi, se non direttamente alle dimensioni effettive dell'edificio, almeno dal fatto di essere stata una chiesa suffragianea, come ipotizza il Repetti.
In epoca alto-medievale la Pievina fu signoria dei conti della Scialenga, i quali nel 1023 la cedettero al monastero della Berardenga. Divenuta pievania, comprendeva sotto di sé anche il borgo di Vescona, l'abbazia dei Santi Jacopo e Cristoforo a Rofeno e il popolo di San Simone a Sarchianello, presso la villa signorile delle Campane.
Pievina contava 135 abitanti nel 1640, 121 nel 1754 e 134 abitanti nel 1833.
Pievina è una delle quattro storiche parrocchie che compongono l'abbazia territoriale di Monte Oliveto Maggiore, sede della Chiesa cattolica immediatamente soggetta alla Santa Sede.

## Monumenti e luoghi d'interesse
- Pieve di San Giovanni Battista[3]

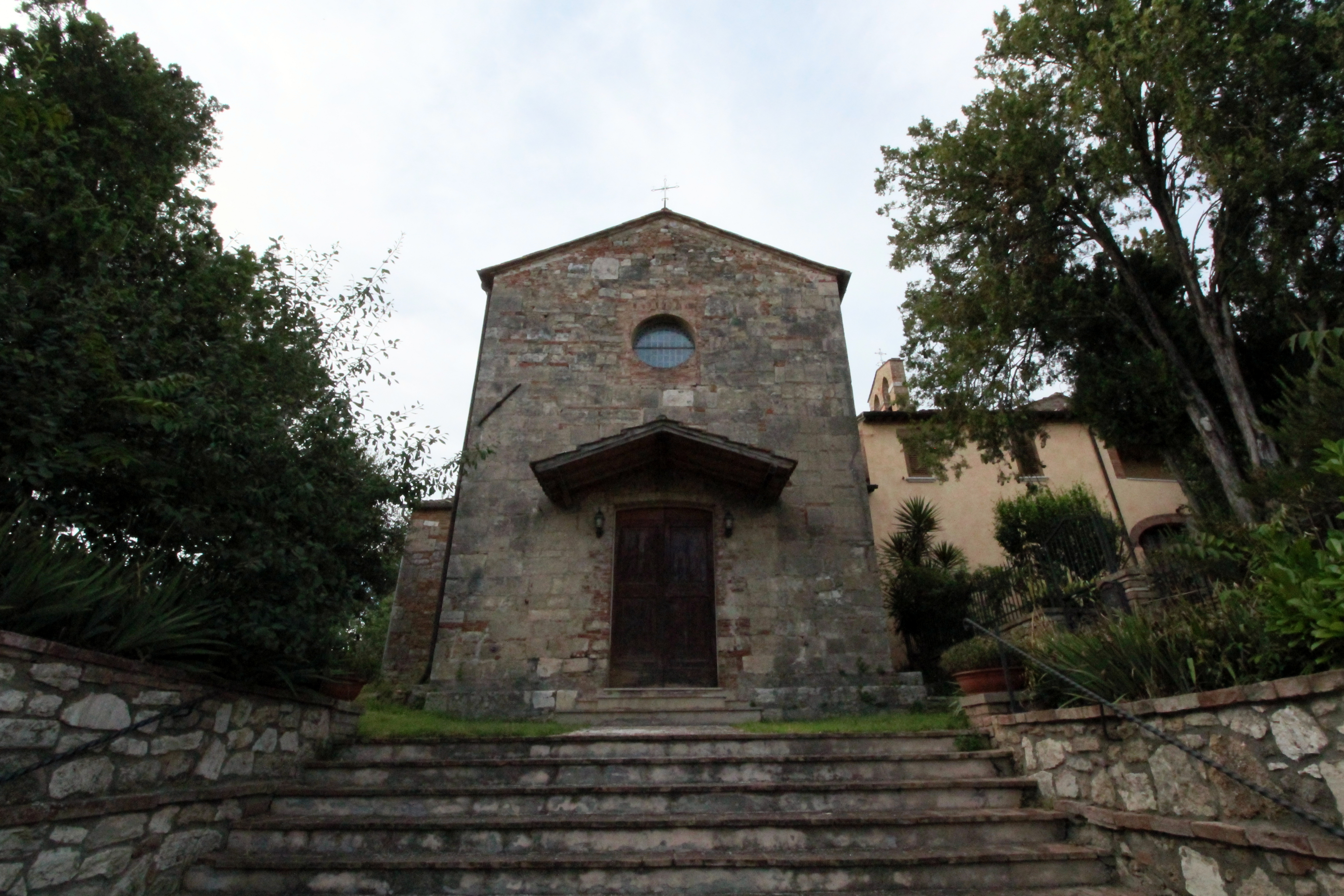
La pieve di San Giovanni Battista

- Monastero di San Cristoforo a Rofeno